# Фестор
Фестор (др.-греч. Θέστωρ) — персонаж древнегреческой мифологии. Прорицатель. По Ферекиду, сын Идмона и Лаофои. Либо сын Аполлона и Аглаи.
По Гомеру, отец Калханта. Дети Калхант, Левкиппа и Феоноя. Феоною похитили пираты и увезли в Карию. Фестор отправился искать её и попал в Карию после кораблекрушения. В конце концов произошло узнавание.